# Fabian Franciszek Wilga
Fabian Franciszek Wilga herbu Bończa (zm. przed październikiem 1746 roku) – generał major wojsk koronnych od 1737 roku, pułkownik komendant regimentu dragonów hetmańskiego w latach 1733/1737-1746, podkomorzy dorpacki i inflancki.